# Студенянська сільська рада
Студеня́нська сільська́ ра́да — орган місцевого самоврядування Студенянської сільської громади в Піщанському районі Вінницької області, колишня адміністративно-територіальна одиниця. Адміністративний центр — село Студена.

## Загальні відомості
Студенянська сільська рада утворена в 1922 році.
Станом на 2001 рік:
- Територія ради: 7,384 км²
- Населення ради: 2994 особи

## Склад ради
Рада складається з 14 депутатів та голови.
- Голова ради: Кирнасівський Олексій Петрович
- Секретар ради: Стременюк Валентина Василівна

### Керівний склад попередніх скликань
| Прізвище, ім'я, по батькові    | Основні відомості                                                 | Дата обрання | Дата звільнення |
| ------------------------------ | ----------------------------------------------------------------- | ------------ | --------------- |
| Кирнасівський Олексій Петрович | Сільський голова, 1961 року народження, освіта вища, безпартійний | 26.03.2006   | 31.10.2010      |
| Кирнасівський Олексій Петрович | Сільський голова, 1961 року народження, освіта вища, безпартійний | 31.10.2010   | 25.10.2015      |
| Кирнасівський Олексій Петрович | Сільський голова, 1961 року народження, освіта вища, безпартійний | 25.10.2015   |                 |

Примітка: таблиця складена за даними сайту Верховної Ради України та ЦВК

### Депутати VII скликання
За результатами місцевих виборів 2015 року депутатами ради стали:

#### За суб'єктами висування
| Суб'єкт висування | Кількість обраних депутатів | %      |
| ----------------- | --------------------------- | ------ |
| Самовисування     | 14                          | 100.00 |

#### За округами
| № округу | Прізвище, ім'я, по батькові    | Ким висунуто  | Дата нар.  | Освіта              | Партійна приналежність | Відомості                                          |
| -------- | ------------------------------ | ------------- | ---------- | ------------------- | ---------------------- | -------------------------------------------------- |
| 1        | Волохов Віктор Анатолійович    | Самовисування | 27.12.1991 | вища                | безпартійний           | Пожежна частина смт. Піщанка, пожежний рятувальник |
| 2        | Чернюк Володимир Пантелейович  | Самовисування | 10.11.1958 | вища                | безпартійний           | СВК «Прогрес», головний інженер                    |
| 3        | Кордонський Віталій Григорович | Самовисування | 26.09.1981 | вища                | безпартійний           | СВК «Прогрес», агроном                             |
| 4        | Моренко Павло Анатолійович     | Самовисування | 10.07.1983 | вища                | безпартійний           | СВК «Прогрес», агроном                             |
| 5        | Ратушняк Сергій Михайлович     | Самовисування | 14.01.1972 | загальна середня    | безпартійний           | СВК «Прогрес», бригадир тркт. бригади              |
| 6        | Клівець Іван Якович            | Самовисування | 07.12.1957 | вища                | безпартійний           | СВК «Прогрес», головний бухгалтер                  |
| 7        | Чорнюк Яна Володимирівна       | Самовисування | 17.03.1977 | загальна середня    | безпартійна            | Магазин «Затишок», приватний підприємець           |
| 8        | Стременюк Валентина Василівна  | Самовисування | 10.11.1957 | вища                | безпартійна            | Студенянська сільська рада, секретар               |
| 9        | Мороз Галина Іванівна          | Самовисування | 02.01.1967 | вища                | безпартійна            | Студенянська сільська рада, землевпорядник         |
| 10       | Хом'як Анатолій Петрович       | Самовисування | 25.12.1967 | вища                | безпартійний           | СВК «Прогрес», головний зоотехнік                  |
| 11       | Жук Петро Михайлович           | Самовисування | 11.07.1959 | професійно-технічна | безпартійний           | ФГ «ВООЗ», голова ФГ                               |
| 12       | Сухань Василь Михайлович       | Самовисування | 02.01.1961 | загальна середня    | безпартійний           | безробітний                                        |
| 13       | Марківська Любов Павлівна      | Самовисування | 04.06.1964 | вища                | безпартійна            | Гонорівська сільська рада, секретар                |
| 14       | П'ятківська Людмила Михайлівна | Самовисування | 04.07.1967 | вища                | безпартійна            | НВК ЗОШ І-ІІ ст.-ДНЗ с. Гонорівка, директор        |